# Marcus Mussius Concessus
Marcus Mussius Concessus war ein im 2. Jahrhundert n. Chr. lebender Angehöriger des römischen Ritterstandes (Eques).
Durch ein Militärdiplom, das auf den 9. Dezember 132 datiert ist, ist belegt, dass Concessus 132 Kommandeur der Cohors I Hamiorum sagittaria war, die zu diesem Zeitpunkt in der Provinz Britannia stationiert war. Concessus stammte möglicherweise aus der Provinz Africa.